# 陆延昌
陆延昌（1940年3月—2025年7月30日），男，河北任丘人，中华人民共和国政治人物，曾任中国科学技术协会副主席，第十届全国政协委员。

## 生平
2001年6月，中国科学技术协会第六次全国代表大会召开，并选举其出任第六届全国委员会副主席。2006年5月，中国科学技术协会第七次全国代表大会召开，选举产生第七届委员会，他当选为副主席。